# Etnocentrismo
L'etnocentrismo, nella sua accezione più moderna e comune, è la tendenza a giudicare le altre culture ed interpretarle in base ai criteri della propria, proiettando su di esse il proprio concetto di evoluzione, di progresso, di sviluppo e di benessere, basandosi su una visione critica unilaterale.

## Definizione sociologica
Il termine è stato introdotto nel 1879 dal sociologo polacco Ludwig Gumplowicz.e ripreso nel primo decennio del XX secolo dal sociologo e antropologo statunitense William Graham Sumner e designa una concezione per la quale il proprio gruppo è considerato il centro di ogni riferimento, mentre gli altri raggruppamenti sono classificati e valutati solo in rapporto ad esso. Sumner inoltre pose l'accento sul carattere universale del fenomeno. 
Più semplicemente l'etnocentrismo è "il termine tecnico per quel punto di vista secondo cui il nostro gruppo è il centro di tutte le cose, mentre tutti gli altri gruppi sono misurati e valutati rispetto ad esso". L'etnocentrismo, che si esprime sul piano culturale in rapporto ad un io collettivo, può essere paragonato all'egocentrismo che invece trova interpretazione nella sfera psicologica in rapporto all'io individuale: sia l'etnocentrismo che l'egocentrismo significano la tendenza dell'io (collettivo o individuale che sia) a non decentrarsi ed avere una confusione incosciente del proprio punto di vista con quello degli altri.
Tale approccio si fonda principalmente sul confronto tra società moderne e società tradizionali; da tale confronto si desume che queste ultime assumono caratteristiche proprie del sottosviluppo, ma l'errore di fondo sta nell'utilizzo di parametri tipici del sistema socioeconomico capitalista occidentale, tra cui gli indici del reddito pro-capite, della produzione, dell'alfabetizzazione, del tasso di natalità e di mortalità.
Spesso viene fornita un'immagine distorta e non sempre verosimile delle società tradizionali (o semplici) poiché si tende a dare per scontato che le ipotesi elaborate per spiegare il processo di industrializzazione delle società occidentali possano valere ugualmente per lo sviluppo nei Paesi del Terzo Mondo, oggi principali serbatoi di cosiddette società tradizionali.
Nell'etnocentrismo è implicita una sopravvalutazione della società cui si appartiene; vittime dell'etnocentrismo sono stati anche studiosi, quali etnologi e antropologi, che, soprattutto negli ultimi tempi, hanno fatto di queste popolazioni primitive un fertile oggetto di ricerca e di studio.
In un certo senso, dunque, l'etnocentrismo attribuisce al progresso e allo sviluppo un valore irrinunciabile e necessario a cui nessuna società può sottrarsi, e il mutamento economico conseguente viene visto come un fenomeno inevitabile e spesso indolore. Ma proprio a seguito di questa eccessiva fiducia a propri modelli evolutivi sminuendo la validità di quelli altrui, sono state compiute, nella storia, azioni di intolleranza eticamente inaccettabili.

## Origini del fenomeno
Con la scoperta dell'Africa e dell'America fiorirono gli atteggiamenti etnocentristi da parte degli esploratori/conquistatori Portoghesi e Spagnoli verso le popolazioni locali.
Se ne occuparono alcuni intellettuali dell'epoca fra cui il frate Bartolomeo de Las Casas (1474-1566). Il frate, che visse a lungo nel Nuovo Continente, prese pubblicamente le difese delle popolazioni amerinde delle quali rivendicava la qualità umana e lodava il carattere "senza malvagità e senza doppiezze". Las Casas diceva che non vi sono popolazioni nel mondo, per quanto rozze, selvagge, crudeli o quasi animalesche, che non possano essere condotte alla civiltà e all'ordine sociale.
Con queste parole dimostrava di avere sensibilità e amore per il genere umano.
Non condivideva le opinioni dell'umanista Juan Ginés de Sepúlveda (1490-1573) il quale pensava, con assoluta convinzione, che gli schiavi fossero tali "per natura" ed era certo che questa fosse la condizione delle popolazioni indigene dell'America. Egli diceva che le popolazioni amerinde erano "omuncoli" senza anima nei quali non riscontrava neanche qualche traccia di umanità. Per questo potevano essere resi schiavi.
Las Casas non aveva nessun dubbio sul fatto che esisteva una sola civiltà e che gli europei e i cristiani la rappresentavano. Non aveva completamente concepito gli amerindi come un'altra civiltà.
Questo era, invece, il pensiero del filosofo Michel de Montaigne (1533-1592). Montaigne aveva avuto come aiutante un uomo che aveva vissuto per più di 10 anni nel Nuovo Continente, grazie a quest'uomo poteva affermare che in quelle popolazioni non vi era nulla di selvaggio e di barbaro. Con questo arrivò a dire: 
Montaigne di fatto ammette la diversità come una variabile dei comportamenti umani.

## Verso l'intolleranza
L'etnocentrismo può nelle peggiori delle conseguenze assumere comportamenti patologici. Ciò si verifica quando vi è un eccessivo rifiuto verso gli altri fino a sfociare in una vera e propria intolleranza o in forme mentali complesse dirette o indirette in genere dannose per chi non faccia parte del noi. Quando l'etnocentrismo si traduce nella sua forma mentale, sociale e culturale più esasperata diviene razzismo, tendenzialmente orientato non solo al rifiuto ma alla distruzione dell'altro.
Come categoria del pensiero, la dilatata concezione di sé appartiene a numerosi contesti culturali. 

È questo il caso - ma si tratta solo di esempi, che potrebbero moltiplicarsi fino a coinvolgere praticamente ogni cultura umana - del mondo giapponese, di quello cinese, arabo, persiano, turco o dei nativi americani, in cui il "diverso da Sé" è sistematicamente svilito e disprezzato, quando addirittura non venga negata l'appartenenza all'umanità di una cultura diversa.

## Nella società contemporanea
Il problema dell'etnocentrismo non riguarda solo avvenimenti accaduti in passato, ma investe anche fenomeni attuali, come l'integrazione tra i popoli e la globalizzazione delle culture nell'odierna società occidentale, con episodi spesso drammatici di conflitto sociale quando invece il confronto e la dialettica tra i popoli devono porsi come momenti per una comune crescita nella solidarietà e nella democrazia, invece che farsi occasione di scontro.
Va inoltre ricordato che l'etnocentrismo è un fenomeno intrinseco di ogni comunità umana e di qualunque cultura e per tanto quando è socialmente controllato non può che contribuire alla coesione sociale del gruppo e ne assicura il mantenimento della sua identità sociale.